# E6 (trasa europejska)
E6 – trasa europejska zaliczana do dróg pośrednich wschód - zachód. Arteria zaczyna się w szwedzkim mieście Trelleborg nad Morzem Bałtyckim i prowadzi w kierunku północnym przez Göteborg do granicy z Norwegią. Dalej trasa biegnie przez Oslo i Lillehammer do Trondheim. Z tego miasta wzdłuż fiordów prowadzi równolegle do Morza Norweskiego by zakończyć się na kole podbiegunowym tuż przy granicy z Rosją w miejscowości Kirkenes ok. 100 km na zachód od Murmańska.

## Stary system numeracji
Do 1985 obowiązywał poprzedni system numeracji, według którego oznaczenie E6 dotyczyło trasy: Rzym – Siena – Florencja – Pistoia – Bolonia – Modena – Werona – Trydent – Bolzano – Brenner – Innsbruck – Grießen – Monachium – Norymberga – Hof – Lipsk – Berlin – Neubrandenburg – Stralsund – Sassnitz (prom do Trelleborga) – Trelleborg – Malmö – Halsingborg – Falkenberg – Göteborg – Uddevalla – Svinesund – Moss – Oslo – Eidsvoll – Hamar – Otta – Dombås – Trondheim – Levanger – Narwik – Skibotten.

### Drogi w ciągu dawnej E6
Lista dróg opracowana na podstawie materiału źródłowego
| Włochy                | - autostrada A1: Rzym – Firenze – Bologna – Modena - autostrada A22: Modena – Verona – Trento – Bolzano – Brenner (granica z Austrią) |
| Austria               | - autostrada A13 (Brenner Autobahn): Brenner – Innsbruck - droga B189: Innsbruck – Nassereith - droga B314: Nassereith – Lermoos - droga B190: Lermoos – granica z RFN |
| Niemcy Zachodnie      | - droga B24: granica z Austrią – Garmisch-Partenkirchen - droga B2: Garmisch-Partenkirchen – Murnau - autostrada A95: Murnau – Penzberg – Wolfratshausen – München - droga B2R (Mittlerer Ring): München - autostrada A9: München – Ingolstadt – Nürnberg – Bayreuth – Münchberg – granica z NRD |
| NRD                   | - autostrada E6 (A9): granica z RFN – Frössen – Gera – Weißenfels – Schkeuditz – Bitterfeld – Dessau – Potsdam - Berliner Ring (A1): Potsdam - autostrada E6 (A12): Berliner Ring – West Berlin (granica z RFN)                                                                                  |
| Berlin Zachodni       | - autostrada A15: granica z NRD – Charlottenburg - autostrada A10: Charlottenburg – Wedding - Wedding – Berlin, Hauptstadt der DDR (granica z NRD) (Seestraße – Osloer Straße) |
| NRD · Berlin Wschodni | - Pankow (Bornholmer Straße) - droga F96: Pankow – Blankenfelde |
| NRD                   | droga F96: Berlin – Oranienburg – Neustrelitz – Neubrandenburg – Greifswald – Stralsund – Sassnitz |
| przeprawa promowa     | |
| Szwecja               | droga E6: Trelleborg – Malmö – Landskrona – Helsingborg – Göteborg – Uddevalla – granica z Norwegią |
| Norwegia              | droga E6: granica ze Szwecją – Halden – Moss – Oslo – Kløfta – Hamar – Lillehammer – Dombås – Ulsberg – Trondheim – Grong – Mosjøen – Fauske – Narvik – Vollan – Skibotten |